# Angelo Fabroni

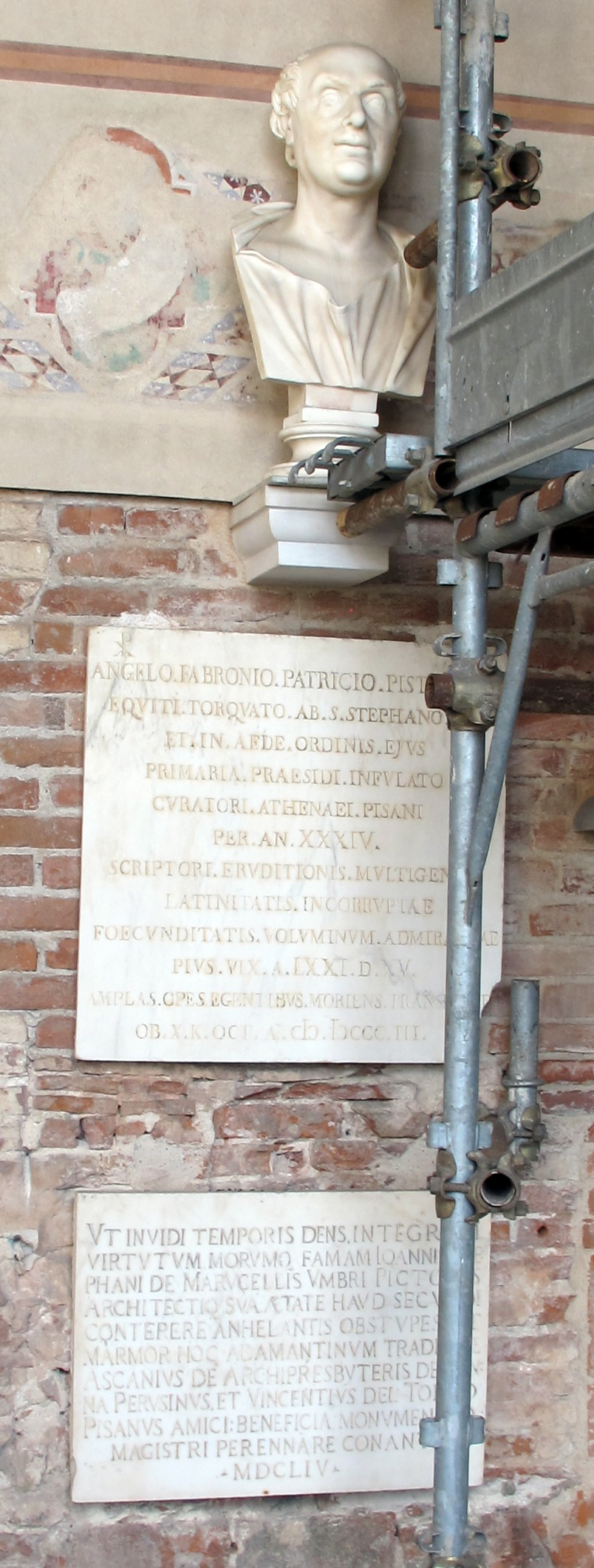
Lapide e busto di Angelo Fabroni nel Camposanto monumentale di Pisa

Angelo Fabroni (Marradi, 25 settembre 1732 – Pisa, 22 settembre 1803) è stato uno storico e religioso italiano.

## Biografia
Dopo gli studi compiuti a Faenza, Fabroni divenne sacerdote.
Alla fine dei suoi studi continuò la sua permanenza a Roma e qui conobbe il famoso giansenista Giovanni Gaetano Bottari (bibliotecario della famiglia Corsini esponente illustre del giansenismo toscano a Roma) e ricevette da lui la guida della canonica di Santa Maria in Trastevere.
In seguito Fabroni fu scelto a predicare nella cappella pontificia, producendo una profonda ammirazione nel Pontefice Benedetto XIV.
Era inoltre amico intimo di Pietro Leopoldo Granduca di Toscana (che successivamente diverrà Leopoldo II d'Asburgo-Lorena), ma i Gesuiti non lo apprezzavano per le sue tesi gianseniste.
A Pisa nel 1771 diresse un giornale letterario, il Giornale de' letterati, e ne fu a capo fino al 1796. Fu Provveditore dell'Università di Pisa per 34 anni.
Nel 1772 condusse un viaggio a Parigi, dove fece la conoscenza di Condorcet, Diderot, D'Alembert, Rousseau e della maggioranza degli uomini di spicco dell'epoca. Passò alcuni mesi anche a Londra.
Morì a Pisa il 22 settembre 1803 e fu sepolto nella Chiesa di Santo Stefano dei Cavalieri.

## Opere principali
- Vitae Italorum doctrina excellentium qui saeculis XVII et XVIII floruerunt (20 vol., Pisa, 1778-1799, 1804-1805) (gli ultimi due volumi, pubblicati postumi, contengono la vita dell'autore);
- Laurentii Medicei Magnifici Vita (2 vol., Pisa, 1784);
- Historiae Academicae Pisanae, Volumen I, Pisis 1794 … Volumen II, ibid. 1792; … Volumen III, ibid. 1795;
- Leonis X pontificis maximi Vita (Pisa, 1797);
- Elogi di Dante Alighieri, di Angelo Poliziano, di Lodovico Ariosto, e di Torq. Tasso (Parma, 1800)